# Château de la Haichois
Le château de la Haichois est un château situé dans la commune de Mordelles, dans le département français d'Ille-et-Vilaine, région Bretagne.

## Localisation
Le domaine se trouve au lieudit du même nom à l'est du bourg de la commune de Mordelles, au nord de la rivière Meu et de la route départementale D34.

## Historique
Le château a été construit en 1888 par l'architecte Ambroise Baudry pour le comte Odon de Toulouse-Lautrec, oncle du peintre, à la place d'un édifice du 17e siècle.
Il est inscrit à l'inventaire général du patrimoine culturel. Il fait l’objet d’une inscription pour l'intérieur (cage d'escalier, décor intérieur, escalier, salle à manger, salon, vestibule) au titre des monuments historiques le 4 juin 2007.

## Description et architecture
Le château est constitué des communs, d'un colombier, d'une chapelle et d'un parc. La chapelle date du XVIIe siècle, ainsi que le colombier. Il possède un parc à l'anglaise.